# Genowefa Sikora
Genowefa Sikora, z domu Szmidt (ur. 1933) – polska działaczka społeczna.
Działalność społeczną prowadzi od początku pracy zawodowej, starając się zaangażować wolontariuszy z różnych grup społecznych i zawodowych. W roku 1957 ukończyła Szkołę Pielęgniarstwa Neuropsychiatrycznego w Międzyrzeczu-Obrzycach. W latach 1957–1982 pracowała na Oddziale Neurologicznym Szpitala Klinicznego, Śląskiej Akademii Medycznej w Katowicach. Od roku 1958 jako pielęgniarka oddziałowa.
Od roku 1954 działała w Polskim Czerwonym Krzyżu, oddział Katowice, organizując drużyny sanitarne i kursy PCK. Ponadto prowadziła nabór krwiodawców do ośrodków na terenie całego Śląska, sama była czynnym krwiodawcą. Od roku 1957 do momentu rozwiązania działała w Społecznym Komitecie Przeciwalkoholowym. Jako kolejno: starsza pielęgniarka, instruktor i inspektor Wojewódzkiej Poradni Leczenia Odwykowego w Katowicach, realizowała terapię dla osób uzależnionych oraz szkolenia na rzecz personelu lokalnych poradni leczenia odwykowego w województwie. Wspierała również rozwój ruchu abstynenckiego. Za działalność z tego okresu odznaczona Złotą Odznaką Zasłużony dla Rozwoju Województwa Katowickiego oraz Honorową Odznaką Za Zasługi w Ruchu Przeciwalkoholowym.
Od początku lat osiemdziesiątych zaangażowana w działalność Klubu Inteligencji Katolickiej (KIK) w Katowicach. W ramach Sekcji Służby Człowiekowi KIK organizowała pomoc charytatywną dla potrzebujących.
W roku 1986, wspólnie z grupą członków Sekcji Służby Człowiekowi katowickiego Klubu Inteligencji Katolickiej oraz Biskupiego Komitetu Pomocy Uwięzionym i Internowanym w Katowicach, tworzyła nieformalną grupę udzielającą pomocy osobom z upośledzeniem umysłowym oraz członkom ich rodzin. Powstała ona na terenie parafii Ojców Oblatów w Katowicach, przy osobistym zaangażowaniu miejscowego proboszcza, Ojca Henryka Tomysa, OMI. Od początku w jej działalność angażowana była młodzież szkół średnich, studenci oraz – za aprobatą władz kościelnych – alumni Wyższego Śląskiego Seminarium Duchownego. Poza aspektem wspierania wszechstronnego rozwoju osób z upośledzeniem umysłowym, pomocy charytatywnej i integracji społecznej, grupa ta pełniła – i pełni – rolę formacyjną i wychowawczą wobec kolejnych pokoleń młodych ludzi.
W roku 1990, po pierwszych wolnych wyborach do Sejmu Rzeczypospolitej, Genowefa Sikora stała się pierwszym prezesem Stowarzyszenia na Rzecz Niepełnosprawnych SPES. Funkcję tę pełniła do roku 2008, aktywnie wspierając rozwój SPES, jego kolejnych jednostek organizacyjnych i programów.